# Maeshowe

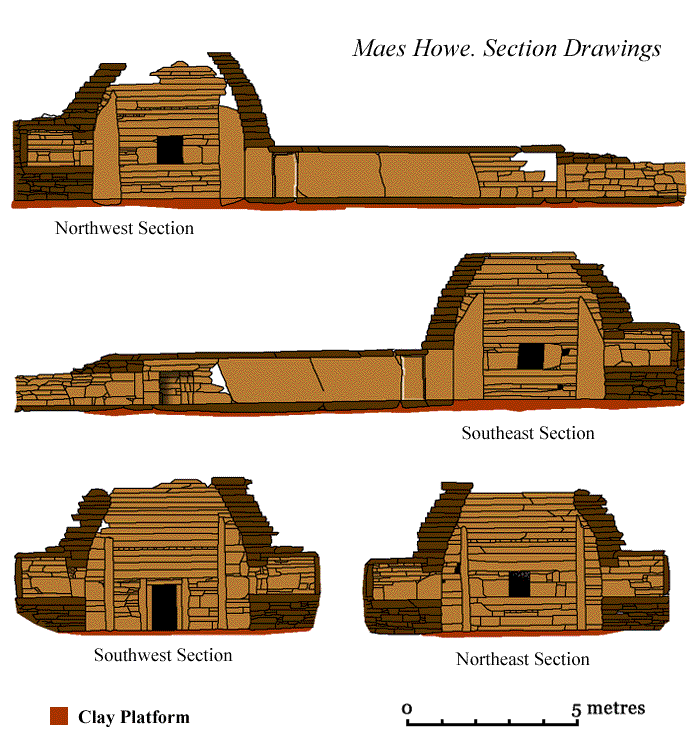
Croquis en coupe

Maeshowe est un site mégalithique des îles Orcades en Écosse (Royaume-Uni). Datée de 2750 av. J.-C., c'est une des dernières sépultures collectives, avant l'apparition des tombes individuelles.
Le tumulus de Maeshowe est inscrit depuis 1999 sur la liste du patrimoine mondial au sein de l'ensemble intitulé « Cœur néolithique des Orcades ».

## Localisation
Les Orcades sont situées au nord de l'Écosse, à quelques kilomètres de la côte. 
Maeshowe se trouve sur la principale île, Mainland, à une dizaine de kilomètres à l'ouest du chef-lieu de council area, Kirkwall, non loin de deux autres monuments de même époque, les pierres levées de Stenness et le cercle de Brodgar.

## Description
Le tumulus (35 m de diamètre et 7 m de haut), était à l'origine entouré d'un large fossé.
Le passage d'entrée, long de 9 m, remonte légèrement avant de déboucher dans la salle principale carrée (environ 4,6 m2) dans laquelle s'ouvrent trois petites chambres funéraires. 
Celle du milieu, dans l'axe du tunnel d'entrée, est frappée au solstice d'hiver par la lumière du soleil. 
Les murs sont de pierres taillées se chevauchant légèrement jusqu'à former le toit, soutenu par quatre contreforts situés dans les coins. Un énorme bloc de pierre logé dans un renfoncement du tunnel permettait de fermer l'entrée du cairn de l'intérieur (sans doute pour les cérémonies).

## Alignement astronomique de Maeshowe et d'autres monuments mégalithiques
Maeshowe a été construit de telle façon qu'au jour du solstice d'hiver, les rayons du soleil couchant s'infiltrent par le couloir pour venir frapper la chambre située en face. À cette date, des passionnés viennent assister à l'événement, qui ne se réalise pas souvent : le 21 décembre, le ciel des Orcades est généralement très nuageux. 
C'est Magnus Spence, instituteur, qui en 1894 a constaté cette orientation avant de remarquer que l'axe d'alignement atteignait aussi Barnhouse (dit le « Watch Stone »), une grande pierre levée visible depuis l'entrée de Maeshowe. 
Spence a aussi découvert que Barnhouse et le centre du cercle de pierres de Brodgar étaient alignés avec le Soleil levant au solstice d'été.

## Maeshowe dans l'histoire de l'Europe
Au XIIe siècle, des Vikings y ont laissé de nombreux graffitis, à l'origine de sa renommée chez les passionnés d'histoire scandinave[réf. nécessaire].

### Documentaire
- Orcades, un pèlerinage néolithique, d'Agnès Molia et Raphaël Licandro, dans la série Enquêtes archéologiques (Arte France), 2016, 27 minutes.